# Lúdas Matyi (film, 1977)
A Lúdas Matyi 1977-ben bemutatott magyar rajzfilm, amely Fazekas Mihály azonos című költeménye alapján készült. Rendezője Dargay Attila. A forgatókönyvet Dargay Attila, Nepp József és Romhányi József írta, a zenéjét Daróci Bárdos Tamás szerezte, Liszt Ferenc műveiből kiindulva. A film a Pannónia Filmstúdió gyártásában készült, a MOKÉP forgalmazásában jelent meg. Műfaja filmvígjáték. Magyarországon 1977. április 7-én mutatták be, elsőként a budapesti Uránia moziban.
Ez volt Dargay első egész estés rajzfilmje, a második Magyarországon a négy évvel korábbi János vitéz után.

## Cselekmény
Matyi, egy vidám parasztlegény a legelésző libájával Döbrögi uraság erdejébe téved. A földesúr hajdúi üldözni kezdik a ludat, mert fehér vadlibának nézik. Mindkettőjüket elfogják, és a ludat Döbrögi Dániel tulajdonának ítélik, aki pedig huszonöt botütést is kiró Matyira. Ő a büntetés után megfogadja, hogy háromszor veri vissza!
A visszavágás idővel aztán be is következik. Döbrögi építkezik, amikor megjelenik Matyi egy talján építőmester álruhájában. Az uraság elviszi az erdejébe a majszter urat megfelelő fákat találni, aki ki is választ annyit, hogy Döbrögi egész kísérete fárasztó munkába fogjon. Amikor pedig már sehol senki, Matyi fához köti és elveri Döbrögit.
A második verés: Döbrögi még betegágyban fekszik az előző büntetés miatt, amikor a hajdúk egy nagy orrú, szemüveges német katonadoktort állítanak a színe elé. A „doktor” megvizsgálja az urat, és elküldi a szolgákat gyógyfüveket szedni. Az álruhájától megszabadult Matyi ismét elveri Döbrögit.
A várható utolsó verés miatt a rettegő Döbrögi erős őrséggel veszi körül magát. Amikor aztán valahol megnyílik a vásár, mégiscsak ellátogat oda – de előbb odaküld néhány hajdút, hogy keressenek álruhásokat. Matyi ezúttal nem visel inkognitót, ezért senki sem törődik vele. Egy barátja veszi magához a ludat, ezért ő néz ki Lúdas Matyinak. Ameddig sikertelenül üldözik, az igazi Matyi elkapja Döbrögit, és a tömeg szeme láttára harmadszor is megveri őt.

## Gyártás
A film készítése 1975-ben indult. A forgatókönyvön igen sokat dolgoztak, kilencszer írták át, mire a végleges változatra jutottak. Dargay választotta a film zenéjét is, ami Liszt Ferenc II. Magyar rapszódiájának Daróci Bárdos Tamás által cigányzenésre hangszerelt változata.
A próbarajzolások 1975 szeptemberében kezdődtek, a háttereket december 1-étől kezdték rajzolni, magát a filmet pedig 1976. február 1-jétől. A munka ezen része hét hónapig, szeptember 1-ig tartott, míg az utómunkálatok áthúzódtak 1977-re.

## Alkotók
- Rendezte: Dargay Attila
- Írta: Dargay Attila, Nepp József, Romhányi József
- Dramaturg: Osvát András
- Zenéjét szerezte: Liszt Ferenc műveiből, Daróci Bárdos Tamás
- Zenei rendező: Pethő Zsolt
- Operatőr: Henrik Irén[5]
- Segédoperatőr: Cselle László, Janotyik Frigyes
- Hangmérnök: Bársony Péter
- Hangtechnikus: Zsebényi Béla
- Vágó: Hap Magda[5]
- Vágóasszisztens: Kállai Éva
- Tervezte: Jankovics Marcell
- Szakértő: Julow Viktor
- Háttér: Csík Márta, Magyarkúti Béla, Nepp József, Szálas Gabriella[6]
- Rajzolták: Ádám László, Baksa Edit, Bánki Katalin, Búza Magdi, Cser Zsuzsanna, Danyi Gabriella, Dargay Attila, Eötvös Zsuzsa, Fazekas Rita, Foky Emmi, Hirt Sándor, Hódy Béláné, Javorniczky Nóra, Jenkovszky Iván, Kelen Katalin, Kiss Ilona, Kreitz Zsuzsa, Nasswetter Olga, Németh Éva, Németh Mária, Nyírő Erzsébet, Palkó József, Pelles Róbert, Reményi Ágnes, Révész Gabriella, Szabados Mária, Szemenyei András, Szórády Csaba, Tóth Sarolta, Udvarnoki József, Uzsák János, Zsáky Zsuzsa, Zsilli Mária
- A rendező munkatársai: Bányász Bea, Orosz István, Török Klári[6]
- Technikai rendező: Pintér Erzsébet
- Rendezőasszisztens: Kő Edit
- Színes technika: Kun Irén
- Gyártásvezető: Marsovszky Emőke[6]

- A laboratóriumi munkák a Magyar Filmlaboratórium Vállalatnál készültek.
- Készítette a Pannónia Filmstúdió.

Forrás: 

## Szereplők
- A gyerek Matyi: Geszti Péter
- A felnőtt Matyi: Kern András
- Döbrögi Dániel: Csákányi László
- Ispán: Agárdy Gábor
- Főhajdú: Farkas Antal
- Hajdúk: Csurka László, Raksányi Gellért
- Puskatöltögető, kéményépítő: Suka Sándor
- Biri néne, a javasasszony: Gobbi Hilda
- Gyógykovács: Inke László
- Öreg csikós : Zenthe Ferenc
- Csikóslegény: Maros Gábor
- Szakállas öregember: Feleki Kamill (?)[8][9][10]
- Nagy orrú öregember: Gyenge Árpád
- Medvepásztor: Bajka Pál
- Mesélő: Mécs Károly

Forrás: 

## Televíziós megjelenések
- MTV-1 / TV-1 / M1,[12][13][14] HBO,[15] TV-2 / M2 (korábban),[16][17] Halas TV, Duna TV,[18] TV2 (1. logó)[19], Super TV2, FEM3,[20] Mozi+,[21] Moziverzum,[22] Győr+ TV[23]
- M2 (később), M5,[24] Magyar Mozi TV[25]
- TV2 (4. logó)[26],  Super TV2[27]